# Lepidopilum amplirete
Lepidopilum amplirete är en bladmossart som beskrevs av Mitten 1869. Lepidopilum amplirete ingår i släktet Lepidopilum och familjen Daltoniaceae. Inga underarter finns listade i Catalogue of Life.